# Zdravko Zemunović
Zdravko Zemunović (Servisch: 
Здравко Земуновић) (26 maart 1954) is een Servisch voetbaltrainer.

## Carrière
In 2000 werd Zemunović coach van Shimizu S-Pulse. In 2000 haalde de ploeg de finale van de Beker van de keizer. In 2001 werd de Beker van de keizer gewonnen.